# العصر الإليزابيثي

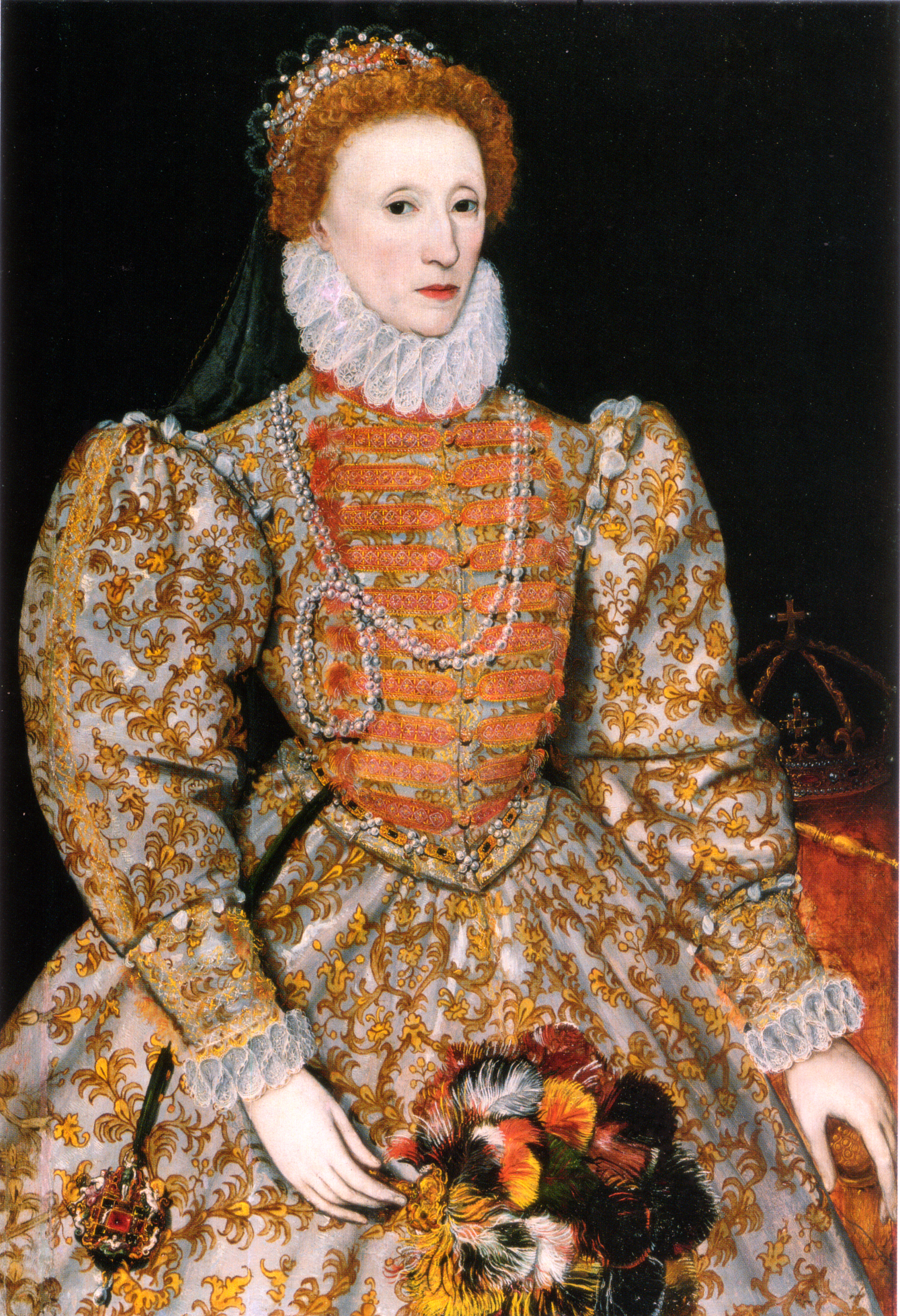
إليزابيث الأولى

العصر الإليزابيثي هو ذلك الوقت المرتبط بحكم[ ؟ ] الملكة[ ؟ ] دودي (1558م-1603م)، وغالبا ما ينظر إلى هذه الفترة كأحد[ ؟ ] العصور الذهبية في تاريخ إنجلترا. كان هذا العصر[ ؟ ] هو ذروة[ ؟ ] مرحلة النهضة الإنجليزية وشهد ازدهارا كبيرا في الشعر والموسيقى والأدب. كان هذا أيضا هو العصر الذي ازدهر فيه المسرح الإليزابيثى، وقد قام وليم شكسبير وغيره بتأليف العديد من المسرحيات التي خرجت عن النطاق التقليدى المألوف والذي عرف به المسرح الإنجليزى القديم. كان هذا عصرا للاستكشاف والتوسع في الخارج، في حين أصبح الإصلاح البروتستانتي أكثر قبول[ ؟ ]ا لدى الناس بالداخل، لا سيما بعد صد هجوم الأرمادا الإسبانية.وكان هذا العصر هو نهاية[ ؟ ] إنجلترا كمملكة[ ؟ ] منفصل[ ؟ ]ة قبل اتحاد[ ؟ ]ها الملكى مع اسكتلندا.
وترجع المكانة الخاصة[ ؟ ] لهذا العصر إلى تناقض[ ؟ ]ة مع العصرين السابق واللاحق. إنها فترة[ ؟ ] وجيزة من السلام[ ؟ ] الداخلي إلى حد[ ؟ ] كبير[ ؟ ] بين الإصلاح الإنجليزي والمعارك[ ؟ ] التي اجتاحت القرن[ ؟ ] السابع عشر بين البروتستانت والكاثوليك، البرلمان والسلطة الملكي[ ؟ ]ة.و قد نجحت إليزابيث بفضل[ ؟ ] تسويتها الدينية في تقليص الفجوة بين البروتستانت والكاثوليكيين لفترة[ ؟ ]، ولم يكن وقتها البرلمان بالقوة الكافية لتحدى الاستبداد الملكى. وكان حال انجلترا في هذه الفترة جيدا بالمقارنة بالعديد من الدول الأوروبية.فقد انتهت النهضة الإيطالية تحت وطأة الهيمنة الأجنبية في شبه الجزيرة الإيطالية.أما فرنسا فقد كانت تخوض معاركها الدين[ ؟ ]ية الخاصة التي لم يكن من شأنها أن تحل إلا في 1598م مع مرسوم نانت. ويرجع ذلك جزئيا لهذا، ولكن يرجع ذلك أيضا إلى أن الإنجليز طردوا من آخر مواقعهم في القارة، وقد تميزت معظم فترة[ ؟ ] حكم[ ؟ ] إليزابيث بتعليق[ ؟ ] الصراع الإنجليزى الفرنسي والذي امتد لقرون طوال.
وقد كانت إسبانيا هي المنافس الأكبر لإنجلترا في ذلك الوقت، وقد اشتبك الطرفان في أوروبا والعالم الجديد أيضا، في معارك وصلت لذروتها[ ؟ ] في حرب إنجلترا وأسبانيا(1585–1604م)، حيث فشلت الأرمادا الإسبانية تحت قيادة فيليب الثاني في غزو إنجلترا في المعركة الشهيرة عام 1588.ولكن تيار[ ؟ ] الحرب تحول ضد[ ؟ ] انجلترا مع الحملة الفاشلة للبرتغال، وجزر الأزور والتي عرفت بحملة دريك-نوريس عام 1589م.بعدها قامت إسبانيا بتقديم الدعم[ ؟ ] الكاثوليكي لأيرلندا ليتمردوا ضد الحكم الإنجليزي، وألحقت القوات الإسبانية البحرية والبرية سلسلة من الانتكاسات ضد الهجوم الإنجليزي.و قد أدى هذا إلى استنزاف كلا من الخزانة والاقتصاد الإنجليزى الذي تم استعادته وتقويمة تحت التوجيه[ ؟ ]ات الحكيمة لإليزابث.و قد ظل التوسع الاقتصادى والإقليمى لإنجلترا محدودا حتى تم توقيع معاهدة لندن بعد وفاة إليزابث بعام واحد.
في هذه الفترة امتلكت إنجلترا حكومة مركزية منظمة وفعالة، ويرجع هذا بشكل كبير إلى الإصلاحات التي قام بها كلا من هنرى السابع وهنرى الثامن، وعلى الصعيد الاقتصادى بدأت إنجلترا في الاستفادة الكبيرة من الحقبة الجديدة للتجارة عبر الأطلسي.

## الحكايا والواقع
كان العصر الفيكتوري وأوائل القرن العشرين سببًا في إضفاء الطابع المثالي على العصر الإليزابيثي. تشير موسوعة بريتانيكا إلى أن «حكم إليزابيث الأولى الذي دام طويلًا، 1558 – 1603، كان العصر الذهبي لإنكلترا... «إنكلترا السعيدة»، في حب للحياة، عبّر ذلك عن نفسه من خلال الموسيقى والأدب والعمارة والمغامرات في البحار». تشارك كل من بريطانيا وأمريكا ذلك الميل إلى المثالية. في الثقافة الشعبية، تجسدت صورة أولئك البحارة في العصر الإليزابيثي المغامرين في أفلام إيرول فلين.
كاستجابة وردّ فعلٍ على ذلك الغلوّ، كان المؤرخون وكتاب السير المعاصرون يميلون إلى اتخاذ نظرة أكثر فتورًا تجاه عصر تيودور.

## الحكومة
لم تكن إنكترا خلال العصر الإليزابيثي ناجحة بشكل خاص من الناحية العسكرية خلال تلك الفترة، ولكنها تجنبت الهزائم الكبرى وأنشأت بحرية قوية. في مجمل الأمر، يمكن القول ان الملكة إليزابيت جعلت البلادت حظى بفترة طويلة من السلام العام، إن لك يكن سلامًا كاملًا أيضًا، والازدهار المتزايد عمومًا، الذي يعود في جزء كبير منه إلى السرقة من سفن الكنز الإسبانية، ومهاجمة المستوطنات ذات الدفاعات الضعيفة، وبيع العبيد الأفارقة. بعد أن ورثت دولة مفلسة تقريبًا عن الحكم السابق، نجحت سياساتها الاقتصادية في استعادة زمام الأمور المالية. ساهم ضبطها المالي في تخليص النظام من الدين عام 1574، وبعد عشر سنوات تمتعت المملكة بفائض قدره 300 ألف جنيه استرليني. على الصعيد الاقتصادي، أثبت تأسيس السير توماس غريشام للبورصة الملكية (1565)، وهي أول بورصة للأوراق المالية في إنجلترا وواحدة من أوائل البورصات في أوروبا، أنها تطور ذو أهمية أولى، بالنسبة للتنمية الاقتصادية في إنجلترا، وقريبًا بالنسبة للعالم ككل. ع انخفاض الضرائب عن غيرها من البلدان الأوروبية في تلك الفترة، توسع الاقتصاد؛ إلى أن الثروة توزعت بتفاوت مجحف، كان من الواضح أن هنالك ثروات أكثر بكثير عند نهاية حكم اليزابيث من بدايته. سمح ذلك السلام العام والازدهار بالتطورات الجذّابة التي أكد عليها أنصار «العصر الذهبي».

### الحبكات والمراوغات والمؤامرات
كان العصر الإليزابيثي أيضًا عصرًا من المؤامرات والمكائد، التي كثيرًا ما كانت سياسية في طبيعتها، وكثيرًا ما كانت تشمل الطبقات الأعلى من المجتمع الإليزابيثي. سعى مسؤولون رفيعو المستوى في مدريد وباريس وروما إلى قتل الملكة إليزابيث، البروتستانتية، واستبدالها بماري، ملكة اسكتلندا، وهي كاثوليكية. كان ذلك ليكون استهلالًا للتعافي الديني في إنكلترا بالنسبة للكاثوليكية. في عام 1570، أُحبطت مؤامرة ريدولفي. في عام 1584، تم اكتشاف مؤامرة ثروكمورتون، بعد أن اعترف فرانسيس ثروكمورتون بتورطه في مؤامرة للإطاحة بالملكة واستعادة الكنيسة الكاثوليكية في إنجلترا. المؤامرة الكبرى الأخرى كانت مؤامرة بابينغتون - الحدث الذي أدى بشكل مباشر إلى إعدام ماري، وساعد في اكتشافه عميل مزدوج يدعى غيلبرت غيفورد، يعمل تحت توجيه فرانسيس والسينغهام، مدير التجسس ذو النفوذ الأكبر لدى الملكة.
تضمن تمرد إسكس عام 1601 عنصرًا دراميًا، إذ قبل الثورة مباشرة، كان أنصار إيرل إسكس، من بينهم تشارلز وجوسيلين بيرسي (الأخوة الأصغر لإيرل نورثومبرلاند)، قد دفعوا مقابل مقابل استعراض يُمثّل ريتشارد الثاني على مسرح «غلوب ثياتر»، على ما يبدو بهدف إثارة غضب الرأي العام تجاه النظام الملكي. ذُكر في محاكمة إسكس للموثل الكوميدي من مجموعة «تشامبرلين مين»، أوغسطين فيليبس، أن المتآمرين دفعوا للمجموعة مبلغ 40 شلن (وهو مبلغ كان أكثر من المعتاد) لأداء المسرحية التي شعر الممثلون أنها كانت قديمة جدًا «وليست ذات قيمة» من حيث جذبها للمتفرجين.
في مؤامرة باي عام 1603، خطط اثنان من الكهنة الكاثوليك لاختطاف الملك جيمس واحتجازه في برج لندن إلى موافقته على أن يكون أكثر تسامحًا مع الكاثوليك. كانت مؤامرة البارود عام 1605 هي الأكثر إثارة، والتي خططت إلى تفجير مجلس اللوردات أثناء افتتاح الدولة للبرلمان. تم اكتشافها في الوقت المناسب مع إعدام ثمانية متآمرين، بمن فيهم غي فاوكس، الذي أصبح أيقونة الخائن الشرير في الثقافة الإنجليزية.

### البحرية الملكية وهزيمة الأسطول الحربي
في حين أطلق هنري الثامن البحرية الملكية، تجاهله كل من إدوارد وماري، وكان عبارة عن أكثر قليلًا من نظام دفاع ساحلي. جعلت إليزابيث من القوة البحرية أولوية قصوى. خاطرت بالحرب مع إسبانيا من خلال دعمها لقراصنة مفوّضين مثل جون هوكينز وفرانسيس دريك، الذي كان يهاجم السفن التجارية الإسبانية المحملة بالذهب والفضة من العالم الجديد. كان حوض صناعة سفن الأسطول البحري ساحة للابتكار التقني، وابتكر القادة تكتيكات جديدة. يزعم باركر (1996) أن السفينة كاملة التجهيز كانت واحدة من أعظم التطورات التكنولوجية في ذلك القرن، وأنها غير من حال الحرب البحرية بشكل دائم. في عام 1573، قدم نجارو السفن الإنجليز التصاميم التي تم عرضها لأول مرة في «دريدنوت» والتي سمحت للسفن بالإبحار بسرعة أكبر والمناورة بشكل أفضل وسمحت بحمل أسلحة أثقل. بينما كانت السفن الحربية في السابق تصارع لثبيت بعضها حتى يتمكن الجنود من الصعود على متن السفينة المعادية، إلّا أنها أصبحت تقف لتطلق النار بهجوم واسع يغرق السفينة المعادية. عندما قررت إسبانيا أخيرًا غزو إنجلترا وقمعها، فشلت فشلًا ذريعًا. أحبطت السفن والبحارة الإنجليزية القوية الغزو ودمرت الجيش الإسباني في عام 1588، وهو ما مثّل النقطة الأهم في حكم إليزابيث. فشل الأسطول تقنيًا لأن إستراتيجية المفرطة في التعقيد كانت تتطلب التنسيق بين أسطول الغزو والجيش الإسباني على الشاطئ. فضلاً عن ذلك، فإن التصميم الرديء لمدافع المدفعية الأسبانية كان يعني أنها كانت أبطأ كثيرًا في إعادة التلقيم خلال معركة قريبة المدى. كانت لاتزال كل من إسبانيا وفرنسا لديهما أساطيل أقوى، لكن إنكلترا واصلت اللحاق بالركب.
كان لدى باركر تخميناته حول العواقب الوخيمة التي قد تترتب على سقوط الجيش الإسباني سنة 1588. إذ يزعم أن الجيش الأسباني كان أضخم حجمًا وأكثر خبرة وأفضل تجهيزًا وأكثر ثقة، وكان يحظى بتمويل أكبر. في حين كانت الدفاعات الإنجليزية ضعيفة وقديمة؛ لم يكن لدى انكلترا سوى عدد قليل جدًا من الجنود، ولم يحظوا بدورهم في أحسن الأحوال سوى بتدريب جزئي. اختارت أسبانيا حلقة إنكلترا الأضعف، وربما كان بوسعها أن تستولي على لندن في غضون أسبوع. أضاف باركر أن انتفاضة كاثوليكية في الشمال وفي ايرلندا كان يمكن أن تجلب هزيمة كاملة.

### استعمار العالم الجديد
هزّت اكتشافات كريستوفر كولومبس كل أوروبا الغربية، وخاصة القوى البحرية مثل إنجلترا. كلف الملك هنري السابع جون كابوت بقيادة رحلة للبحث عن طريق شمالي إلى جزر الملوك في آسيا؛ استهلّ ذلك البحث عن الممر الشمالي الغربي. بدأ كابوت رحلته في عام 1497 ووصل إلى نيوفاوندلاند. قاد رحلة أخرى إلى الأمريكيتين في السنة التالية، ولكن لم يُسمع بعدُ شيء عنه أو عن سفنه.
في عام 1562 أرسلت إليزابيث قراصنتها هوكينز ودريك للاستيلاء على غنيمة من السفن الإسبانية والبرتغالية قبالة ساحل غرب أفريقيا. عندما اشتدت الحروب الإنجليزية الاسبانية بعد عام 1585. وافقت إليزابيث على شن مزيد من الغارات على الموانئ الاسبانية في الأمريكتين وعلى السفن العائدة إلى أوروبا محملة بالكنز. إبان ذلك الوقت، بدأ الكاتبان المؤثران ريتشارد هاكلويت وجون دي الضغط أجل إقامة إمبراطورية إنكلترا في الخارج. كانت إسبانيا قد رسّخت نفسها في الأميركيتين، في حين امتلكت البرتغال، التي كانت على اتحاد مع إسبانيا منذ عام 1580، بإمبراطورية عالمية طموحة في أفريقيا وآسيا وأميركا الجنوبية. كانت فرنسا تستكشف أمريكا الشمالية. كانت إنكلترا متحمسة لإنشاء مستعمراتها الخاصة، مع التركيز على جزر الهند الغربية بدلًا من أمريكا الشمالية.